# Vanguardia feminista
Vanguardia feminista. El arte de la década de 1970 de la Sammlung Verbund collection, es un ciclo internacional de exposiciones itinerantes y el título de una publicación sobre El arte feminista de la segunda mitad del siglo XX, escrita por la crítica de arte y coleccionista la austriaca Gabriele Schor. La colección Sammlung Verbund de Viena la inció Gabriele Schor en el año 2004. 

## El concepto de "vanguardia feminista"
En la historia del arte tradicional el movimiento de arte feminista de la segunda mitad del siglo XX no fue incluido entre las tendencias de «vanguardia» de la posguerra como el Pop Art, Fluxus o el Accionismo Vienés. Una excepción, señala Gabriele Schor, es el trabajo de Lawrence Alloway, quien, en su artículo « Womens' Art in the '70s » señaló en 1976: «El movimiento feminista en el arte puede ser considerado como vanguardia, ya que sus protagonistas responden al objetivo común de propugnar un cambio en el orden social que existía en el universo artístico.» En los años 1990 aún podía ocurrir que el arte feminista de los años setenta fuera tildado de «queja de ama de casa».[cita requerida] No fue hasta mucho más tarde que se le concedió su propio lugar en la historia del arte. En 2007, la exposición WACK! Art and the Feminist Revolution, presentando el trabajo de 120 mujeres artistas internacionales en el Museo de Arte Contemporáneo de Los Ángeles, ofreció la primera documentación exhaustiva de la relación entre el arte y el feminismo. Un crítico del New York Times escribió: «Los comisarios de exposición y los críticos han terminado por darse cuenta de que al feminismo se deben los impulsos más decisivos en el arte de finales del siglo XX y de principios del siglo XXI. Casi no existen nuevas obras que no estén bajo su influencia […]» Si bien su valor histórico como precursor del arte ha dejado de ser objeto de discusión, el arte feminista no figura en algunas importantes enciclopedias de lengua alemana, como en el caso de la editorial Metzler, donde no se menciona en la entrada «Vanguardia». Eligiendo el concepto de «vanguardia feminista», que también es el título de la exposición, la intención de Schor es poner de relieve el papel de pioneras que jugaron las artistas feministas de la década de 1970, así como ampliar el canon del concepto de «vanguardia», impregnado de connotaciones masculinas, y darle su lugar en el seno la historia del arte.

## Características del arte feminista de la década de 1970
Los temas centrales de las artistas feministas en Europa y en ambos continentes americanos fueron: la visión crítica de la situación familiar, social y política de las mujeres, la autorrepresentación de las mujeres, la voluntad de liberar el cuerpo de la mujer de cualquier idealización estética, la extensión de la dimensión de lo privado hacia lo público.[cita requerida] Las artistas feministas pueden ser consideradas como las pioneras de la expresión artística y de la reflexión visual de dichos temas. El arte feminista de la década de 1970 deconstruyó las versiones de la imagen de la mujer formuladas casi exclusivamente por hombres a lo largo de siglos, si no de milenios, y creó en las artes plásticas representaciones nuevas de la mujer. Las acciones de las artistas feministas estaban marcadas por los principios del movimiento feminista de la época: lo supuestamente privado e individual se convierte en público y tiene relevancia política.
Las artistas feministas de los setenta utilizaban prioritariamente nuevos medios,  como la fotografía, el cine y el vídeo, así como las instalaciones (para espacios determinados), las acciones artísticas y las performances. Estos medios, al contrario que la pintura y la escultura, los concibieron como menos marcados por el predominio masculino, característico de la historia del arte. En una época en la cual la fotografía - y aún menos el vídeo - no fueron reconocidos a nivel general como formas artísticas, aquellos medios permitieron a las artistas expresarse independientemente de la tradición de la historia del arte. En los nuevos medios hallaron un modo más inmediato y moderno de materializar temas sociales de actualidad, tales como la política del cuerpo y los roles de género.

## El ciclo de exposiciones
Las exposiciones comprenden más de 600 obras de artistas femeninas de Europa occidental y Europa oriental, de América del Norte y América Latina, así como de artistas afroamericanas y asiáticas, nacidas en los años entre 1915 y 1958. La selección de las obras está basada en el trabajo de investigación de Gabriele Schor, iniciado en 2004 y destinado para la colección Sammlung Verbund de Viena. Al lado de obras y fotografías de acciones realizadas por artistas de renombre, este ciclo de exposiciones también muestra trabajos concebidos por artistas conocidas y desconocidas, que han quedado olvidados durante decenios. La exposición fue organizada por primera vez en la Galleria Nazionale d’Arte Moderna de Roma en 2010. A continuación, se desplazó hacia Madrid, Bruselas, Halmstad (Suecia), Hamburgo, Londres, Viena, Karlsruhe, Stavanger (Noruega), Brno ( Checoslovaquia), Barcelona, Lentos Kunstmuseum Linz (Austria).
Muchas de las obras expuestas se proponen acabar con el rol atribuido a las mujeres e ir más allá. Las artistas feministas de la muestra concebían los roles tradicionales, tales como los de ama de casa, de esposa y de madre, como roles restrictivos que las convertían en objetos, o si no en víctimas de las condiciones sociales patriarcales. Por medio de su arte y de sus acciones artísticas, y elaborando nuevas imágenes de la mujer y también viviendo con más libertad su sexualidad, querían alcanzar más autodeterminación. Las artistas participantes se servían en su arte de los actos cotidianos del trabajo doméstico, de la vida familiar, de la maternidad y del «ponerse guapa (para el hombre)», con el fin de tomar distancia y de liberarse, de transgredir aquellos conceptos, de re-interpretar las tareas y de jugar con ellas. Algunas artistas se ingeniaban imágenes drásticas para mostrar su rebelión contra la reducción del rol de la mujer al de ama de casa y de madre: En 1975, Birgit Jürgenssen se presenta con un delantal en forma de horno; Renate Eisenegger, planchando un pasillo; Karin Mack, acostándose sobre una tabla de planchar; Annegret Soltau, envolviéndose en una especie de capullo hecho de hilos, y otras artistas, en capullos formados por cuerdas. Algunas artistas, sea con la ayuda de pinzas para la ropa o de cintas adhesivas - practicaron el bondage con objetos cotidianos hasta el dolor.
Por primera vez, el arte feminista de la década de 1970 tematizó de manera global el erotismo femenino desde la perspectiva de las mujeres - frecuentemente lejos del concepto normalizado de la belleza, o conscientemente opuesto a él. Algunas artistas (entre otras, Penny Slinger, Renate Bertlmann, Valie Export) optaron por una puesta en escena original, en parte humorística y alegre, en parte (auto-)agresiva, de su cuerpo y su vulva. «The Dinner Party» de Judy Chicago representa una mesa cargada de símbolos de vulva en forma de relieves de cerámica pintada, o de símbolos pintados sobre los platos. En 1971, Ana Mendieta, rebelándose contra el deber obligatorio de ser bella, aprieta su cara contra un cristal plano, a fin de aplastarla y desfigurarla. Pocos años después, Katalin Ladik hizo lo mismo en Yugoslavia (desconociendo la obra de Ana Mendieta). Otras artistas toman como punto de referencia estatuas alegóricas y pinturas. Tales figuras femeninas, creadas por los hombres y existentes desde hace siglos, representaban o bellas alegorías, p. ej. de la «justicia» o de la «sabiduría», o santas o diosas. En sus performances de vídeo, Ulrike Rosenbach, mediante superposiciones de imágenes, interactúa, con, entre otras, la pintura El Nacimiento de Venus de Botticelli. En «Glauben Sie nicht, dass ich eine Amazone bin» («No crean que soy una amazona»), Rosenbach aparece disparando flechas sobre una reproducción de la Virgen del Rosal de Stefan Lochner, o sea, tirando flechas sobre sí misma, ya que su cara se ve proyectada sobre la de la Virgen. Así, resultan amalgamadas la imagen pura, asexual de Maria, y la de una amazona, según la intención de la artista de deconstruir los estereotipos que representan ambas imágenes femeninas. La fotógrafa Cindy Sherman llega hasta extremos en sus juegos de rol con estereotipos femeninos trasnochados.  
En sus obras creadas en la década de 1970, las artistas feministas se hicieron eco por primera vez de una idea central del posestructuralismo francés: pusieron en tela de juicio el concepto occidental de sujeto, esto es, de persona (o sea, hombre blanco, heterosexual) como un ser unitario, consciente de sí mismo, con una identidad inequívoca. De esta manera, las obras y acciones artísticas de las feministas no sólo criticaron la imagen que se hace de la mujer y que es determinada por el hombre, sino que comprendieron la subjetividad humana como un concepto, en principio, más permeable y variable. Lo típico del arte feminista de la década de 1970 fue, p. ej., el apoderarse irónicamente de posturas «masculinas», machistas, y exhibirlas mediante su propio cuerpo femenino, en parte desnudo. De esta manera, fueron más allá de las ideas sobre los individuos y de la sociedad, estrictamente divididas según la dicotomía de dos géneros.

## Temas
La exposición se divide en cinco temas:  
- Esposa, ama de casa y madre
- Encarcelada - fuga
- Obligaciones de ser guapa & cuerpo
- Sexualidad femenina
- Juegos de rol

## Exposiciones
- DONNA. Avanguardia femminista negli anni '70, Galleria Nazionale d’Arte Moderna, Roma, 19 de febrero - 16 de mayo de 2010[6]
- MUJER. La vanguardia feminista de los años 70, PHotoEspana, Círculo de Bellas Artes, Madrid, España, 3 de junio - 1 de septiembre de 2018[7]
- WOMAN. The Feminist Avant-garde from the 1970s. Works from the SAMMLUNG VERBUND collection, Vienna. Palais des Beaux-Arts de Bruxelles, Bélgica, 18 de junio - 31 de agosto de 2014[8]
- Woman - Internationellt feministiskt avantgarde från 1970-talet Works. Foto & video från SAMMLUNG VERBUND. Mjellby konstmuseum – Halmstadgruppens museum, Halmstad, Suecia, 20 de septiembre de 2014 - 11 de enero de 2015[9]
- Feministische Avantgarde der 1970er-Jahre. Werke aus der SAMMLUNG VERBUND, Wien. Hamburger Kunsthalle, Hamburgo, Alemania, 13 de marzo - 31 de mayo de 2015[10]
- Feminist Avant-Garde of the 1970s. Works from the SAMMLUNG VERBUND Collection, Vienna, The Photographers’ Gallery, Londres, Reino Unido, 6 de octubre de 2016 - 8 de enero de 2017[11]
- WOMAN. Feministische Avantgarde der 1970er-Jahre. Werke aus der SAMMLUNG VERBUND, Wien, Museum Moderner Kunst Stiftung Ludwig Wien, Austria 4 de mayo - 10 de septiembre de 2017[12][13][14]
- Feministische Avantgarde der 1970er Jahre aus der Sammlung Verbund, Wien, ZKM Zentrum für Kunst und Medien, Karlsruhe, Alemania, 18 de noviembre de 2017 - 1 de abril de 2018[15][16][17]
- WOMAN. The Feminist Avant-Garde of the 1970s. Works from the SAMMLUNG VERBUND collection, Vienna, MUST Stavanger Art Museum, Stavanger, Noruega, 15 de junio - 14 de octubre de 2018[18][19]
- Feminist Avant-garde / Art of the 1970s, SAMMLUNG VERBUND Collection, Vienna, Dům umění města Brna (Haus der Kunst der Stadt Brünn), República Checa, 12 de diciembre de 2018 - 24 de febrero de 2019[20]
- FEMINISMS! CCCB – Centre de Cultura Contemporània de Barcelona, España, 18 de julio de 2019 - 6 de enero de 2020.[21][22]
- Female Sensibility. Feminist Avant-Garde of the 1970s” at Lentos Kunstmuseum Linz (Austria) September 2021-January 2022[23]
- Museum of Contemporary Art Vojvodina, Novi Sad (Serbia) – European Capital of Culture 2022, May- june 2022.

## Artistas participantes
- Helena Almeida (* 1934–2018)
- Emma Amos (* 1973)
- Sonia Andrade (* 1935)
- Eleanor Antin (* 1935)
- Anneke Barger (* 1939)
- Lynda Benglis (* 1941)
- Judith Bernstein (* 1942)
- Renate Bertlmann (* 1943)
- Tomaso Binga (* 1931)
- Dara Birnbaum (* 1946)
- Teresa Burga (* 1935)
- Marcella Campagnano (* 1941)
- Elizabeth Catlett (1915–2012)
- Judy Chicago (* 1939)
- Linda Christanell (* 1939)
- Veronika Dreier (* 1954)
- Orshi Drozdik (* 1946)
- Lili Dujourie (* 1941)
- Mary Beth Edelson (* 1933)
- Renate Eisenegger (* 1949)
- Rose English (* 1950)
- VALIE EXPORT (* 1940)
- Gerda Fassel (* 1941)
- Esther Ferrer (* 1937)
- Marisa González (* 1943)
- Eulàlia Grau (* 1946)
- Barbara Hammer (1939–2019)
- Margaret Harrison (* 1940)
- Lynn Hershman Leeson (* 1941)
- Alexis Hunter (1948–2014)
- Mako Idemitsu (* 1940)
- Sanja Iveković (* 1949)
- Birgit Jürgenssen (1949–2003)
- Kirsten Justesen (* 1943)
- Auguste Kronheim (* 1937)
- Ketty La Rocca (1938–1976)
- Leslie Labowitz (* 1946)
- Suzanne Lacy (* 1945)
- Katalin Ladik (* 1942)
- Suzy Lake (* 1947)
- Brigitte Lang (* 1953)
- Natalia LL (* 1937)
- Lea Lublin (1929–1999)
- Karin Mack (* 1940)
- Dindga McCannon (* 1947)
- Ana Mendieta (1948–1985)
- Anita Münz (* 1957)
- Rita Myers (* 1947)
- Senga Nengudi (* 1943)
- Lorraine O’Grady (* 1934)
- ORLAN (* 1944)
- Florentina Pakosta (* 1933)
- Gina Pane (1939–1990)
- Letítia Parente (1930–1991)
- Ewa Partum (* 1945)
- Friederike Pezold (* 1945)
- Margot Pilz (* 1936)
- Howardena Pindell (* 1943)
- Ingeborg G. Pluhar (* 1944)
- Lotte Profohs (1934–2012)
- Àngels Ribé (* 1943)
- Ulrike Rosenbach (* 1943)
- Martha Rosler (* 1943)
- Brigitte Aloise Roth (1951–2018)
- Suzanne Santoro (* 1946)
- Carolee Schneemann (1939–2019)
- Lydia Schouten (* 1955)
- Elaine Shemilt (* 1954)
- Cindy Sherman (* 1954)
- Penny Slinger (* 1947)
- Annegret Soltau (* 1946)
- Anita Steckel (1930–2012)
- Gabriele Stötzer (* 1953)
- Betty Tompkins (* 1945)
- Regina Vater (* 1943)
- Marianne Wex (* 1937)
- Hannah Wilke (1940–1993)
- Martha Wilson (* 1947)
- Francesca Woodman (1958–1981)
- Nil Yalter (* 1938)

## Publicaciones
- Gabriele Schor (ed.) Avantguardia Feminista Negli Anni '70, dalla Sammlung Verbund di Vienna. Electa, Roma 2010, ISBN 978-88-370-7414-2
- Gabriele Schor (ed.): Feministische Avantgarde. Kunst der 1970er-Jahre. Werke aus der Sammlung Verbund, Wien. ((Vanguardia feminista. El arte de la década de 1970. Obras de la colección Sammlung Verbund, Viena)) (en ocasión de la exposición). •	Edición ampliada. Prestel, Múnich 2016, ISBN 978-3-7913-5627-3. Además de los textos e ilustraciones acerca de todas las artistas expuestas, este libro, redactado en alemán e inglés, contiene cuatro ensayos de Gabriele Schor, Mechtild Widrich, Merle Radtke y Brigitte Borchhardt-Birbaumer.
- En el verano de 2020, aparecerá una versión ampliada del libro en inglés: Feminist Avant-Garde. Art of the 1970s in the VERBUND COLLECTION, Vienna, encuadernado, 672 páginas, 23 × 28 cm, 200 ilustraciones en color, 500 ilustraciones b/n. ISBN 978-3-7913-5971-7[24]

## Premios
- Vienna Art Award 2013[25]
- ACCA Award (L’Associació Catalana de Crítics d’Art Award), Barcelona 2019[26]